# Station Whitchurch (Cardiff)
Whitchurch (Cardiff) is een spoorwegstation van National Rail in Cardiff in Wales. Het station is eigendom van Network Rail en wordt beheerd door Transport for Wales.